# Chandgad, Belgaum
Chandgad là một làng thuộc tehsil Belgaum, huyện Belgaum, bang Karnataka, Ấn Độ.